# Баєрсдорф (Саксонія)
Баєрсдорф (нім. Beiersdorf) — громада в Німеччині, розташована в землі Саксонія. Входить до складу району Герліц. Складова частина об'єднання громад Оппах-Баєрсдорф.
Площа — 6,44 км2. Населення становить 1129 ос. (станом на 31 грудня 2020).